# Enter Shikari
Az Enter Shikari egy brit zenekar, amely egyesíti a post-hardcore-t és a különféle heavy metal al-műfajokat, mint a metalcore és az alternatív metal, valamint olyan elektronikus műfajokat, mint az electronic, dubstep, trance és a drum and bass, létrehozva így egy erős electronicore hangzást. 
Az együttes 2003-ban alakult St. Albans-ban, Hertfordshire-ben. Az alapító tagok Roughton Reynolds, Chris Batten és Rob Rolf. Hozzájuk csatlakozott később Liam Clewlow. Nevüket Roughton "Rou" Reynolds nagybácsikájának hajójáról, illetve egy darab szereplőjéről kapta, amit Rou azelőtt írt, hogy megalakult volna az együttes. Mindkettő neve Shikari volt. A Shikari a marathi, perzsa, hindi, nepáli, urdu, pandzsábi és a bengáli nyelveken annyit tesz: "vadász". Debütáló stúdióalbumuk, a Take to the Skies 2007. március 19-én került kiadásra, és a 4. helyet érte el a brit albumlistán. Második stúdióalbumuk, melynek címe: Common Dreads 2009. június 15-én került a boltokba és a 16. helyig jutott. Harmadik stúdióalbumuk, az A Flash Flood of Colour 2012. január 16-án debütált és a kiadás teljes hete alatt a ranglista első helyét célozta, végül a 4. helyen végzett.

## Története

### A kezdetek (1999–2007)
1999-ben megalakult a Hybrid zenekar, a következő formációval: Rou gitározik, Chriss basszusgitározik és Rob dobol. Ki is adtak egy EP lemezt Commit No Nuisance néven, mely a 'Perfect Pygmalion' és a 'Fake' dalokat tartalmazta. 2003-ban az együttes Enter Shikari-ra változtatta nevét, majd Rory (gitár) csatlakozásával forradalmasították zenei hangzásukat, mivel így Rou-nak több ideje jutott az elektronikus elemekre. A zenekarban Rou Reynolds énekel és felel az elektronikus/programozott zenei elemekért, Rory Clewlow elektromos gitáron játszik, Chris Batten (szintén ismert, mint 'Batty C') basszusgitározik és Rob Rolf dobol. Mind a négyőjük St. Albans-i származású.
2003 és 2004 során a zenekar kiadott három demó EP-t, melyeket koncertjeiken és weboldalukon lehetett megvásárolni. 2005-re újabb demó EP kiadását tervezték (noha konkrét EP lemez nem került kiadásra, a számok csak online váltak elérhetővé), melyhez felvették a 'Return to Energiser' és a 'Labyrinth' első változatát. Az 'Ok Time For Plan B' és a 'We Can Breathe in Space' korábbi változata is ez idő tájt került felvételre, de az nem derült ki, hogy ezeket szintén az EP-re szánták-e. 2006 augusztusában kiadták a 'Mothership' kislemezt, és a hozzá készült videóklipet, mely az iTunes store-ban kiérdemelte a hét kislemeze címet . A 'Mothership'-ből összesen csak 100 példány készült. Az első, igazi kislemezükön 2006. október 30-án megjelent az átdolgozott Sorry You're Not a Winner/OK Time for Plan B, mely eredeti verziója korábban már kiadásra került az egyik demó EP lemezen. Az összesen 1000 példány (minden formátumban) egy hét alatt elkelt.
Az Enter Shikari biztosította helyét a 2006-os Download Festival Gibson/MySpace színpadán és több interjú is készült velük olyan népszerű magazinokkal, mint a Kerrang! vagy a Rock Sound. 2006. november 4-én ők lettek a második, szerződéssel nem rendelkező zenekar, ami valaha telt házas koncertet adott a londoni Astoria-ban (az első a The Darkness volt).
2007 januárjának közepén a 'Mothership' egy hét alatt bejutott a Brit Kislemez Ranglista 151. helyére, annak ellenére, hogy a zenekar külön kérésére a "fizikai" eladásokat nem, csak a letöltéseket vették figyelembe. Ezt követte egy hét elteltével a "Sorry You're Not a Winner/OK Time for Plan B", ami a Kislemez Ranglista 182. helyén landolt, a Letöltési Ranglistaán pedig a 146. helyet érte el. A"Sorry You're Not a Winner/OK Time for Plan B" megjelent az EA Sports videó játékaiban is, az NHL 08-ben és a Madden 08-ben. Az NME "New Noise 2007" listájára is felkerültek, ahol olyan előadók kapnak helyet, akik az elkövetkezendő évben vélhetőleg sikeresek lesznek (az előző évben az Arcade Fire, a Hot Chip és a Bloc Party is szerepelt a listán).
A következő kislemez, az, Anything Can Happen in the Next Half Hour' 2007. március 5-én került kiadásra, mely tartalmazta az 'Anything Can Happen in the Next Half Hour' szám átdolgozott verzióját és ami elerte a Hivatalos Brit Ranglista 27. helyét. Ez volt a második kislemez a hamarosan debütáló stúdióalbumukról.

### Take to the Skies(2007–2008)
Az Enter Shikari debütáló albuma, a Take to the Skies 2007. március 19-én került a boltokba és meg sem állt a Brit Album Ranglista 4. helyéig. Az album nagy részét a korábban már demó EP- és kislemezeken kiadott számok tettek ki.
2007 márciusa során a zenekar bejelentette, hogy fellépnek a Download Festival-on, a Reading és Leeds Festivals-okon, a Give it a Name-en, a Glastonbury Festival-on, az írországi Oxegen festival-on és a Rock am Ring-en, Németországban; 2007. március 30-án pedig, közzétették, hogy a 'Jonny Sniper' lesz a következő kislemezük, mely várható megjelenési dátuma június 18. A számhoz videóklip is készült, ami aztán május 21-én jelent meg. A kislemez rossz kritikát kapott az NME-től. 2007. június 6-án elő előadást tartottak Zane Lowe Radio Theater műsorában a BBC Radio One-on.
Játszottak a Projekt Revolution-ön, Milton Keynes-ben 2007. június 29-én, olyan előadókkal és zenekarokkal mint a Linkin Park, Jay-Z, N.E.R.D, The Bravery, InnerPartySystem és a Pendulum. 2007 októbere és novembere során egy tizenegy helyszínből álló turnén játszottak, ahol eddigi legnagyobb koncertjüket tartották a 4 921 férőhelyes Brixton Academy-n. A zenekar november 12-én kiadta válogatás EP lemezét The Zone címen.
Az Enter Shikari több mint 500 koncertet adott a 2007-es év során, május 14-én pedig elindították első észak-amerikai turnéjukat (ezt követően három észak-amerikai koncertsorozaton is részt vettek). 2008 januárjában a Big Day Out Festival keretén belül első alkalommal adtak koncertet Ausztráliában és Új-Zélandon. Előbbiben számos, köztük két telt házas koncerten is felleptek a Melbourne-i Hi-Fi Bar-ban.
A zenekar 2008. május 13-án YouTube csatornáján publikálta az első résztét az "Enter Shikari: In the 'Low" videó szériának, mely az új kislemez, a 'We Can Breathe In Space, They Just Don't Want Us To Escape' stúdió munkálatairól és néhány új anyag felvételéről készült. Az új számok közül felkerült az albumra a 'Step Up', amit aztán 2008. június 28-án játszottak először élőben a Milton Keynes Pitzen, a másnap kezdődő Project Revolution felvezető előadásán.
2008. augusztus 8-án az együttes bejelentette, hogy az új kislemez címadó száma, a 'We Can Breathe In Space, They Just Don't Want Us To Escape' az eredeti 2005-ős verzióhoz képest drasztikusan átdolgozott formában kerül kiadásra, de a második stúdiólemezre nem került fel.
Szeptember 30. és november 4. között egy hat hetes, 28 fellépésből álló nagy-britanniai és írországi koncertsorozaton vettek részt. Készült egy DVD összeállítás is a zenekar és a stuff, illetve a néhány TV által készített videó felvételeiből a Kerrang!-nak adott interjú szerint, de eddig még nem került kiadásra.

### Common Dreads(2009–2010)
Az NME megerősítette, hogy az Enter Shikari 2009 márciusában befejezte második albumának, a Common Dreads-nek stúdió munkálatait, illetve közzétette, hogy a zenekar az év folyamán nagy-britanniai és európai koncertsorozatra készül. Az együttes weboldalán ingyenesen letölthetővé tette Antwerpen új számukat. 2009. április 15-én a Juggernauts című szám Zane Lowe "Hottest Track in the World" műsorában hangzott el először a Radio One-on, majd 2009. június 1-jén kiadásra került, mint kislemez, mely B-side-ja az 'All Eyes on the Saint'. A zenekar Danny Sneddon zenésszel együttműködve vette fel a 'Juggernauts' című számot. 2009. május 1-jén a Kerrang! publikálta az albumon szereplő dalok listáját, bár első alkalommal a Metal Hammer-nek állt rendelkezésére a számok teljes listája.
Amikor egy Andy Copping-al készült interjú során a Scuzz csatorna "The Digital Darkside: Download Special" műsorában bejelentették, hogy a 2009-es Download Festival-on két, előre megnevezésére nem kerülő zenekar is fellép, heves találgatások kezdődtek, az Enter Shikari részvételről, mely aztán június 9-én került megerősítésre. Később azt is közzétette az együttes, hogy 2009. augusztus 29-én és 30-án fellépnek a Reading, illetve a Leeds fesztiválokon, ahol az új albumról is játszanak majd számokat. A 'Juggernauts' és a 'No Sleep Tonight', valamint a Take to the Skies albumról az 'Adieu' számokat akusztikus verzióban is előadták.
A Common Dreads 2009. június 15-én debütált az Ambush Reality kiadásában és a Brit Album Ranglista 16. helyéig jutott. A második, albumról kiadott kislemez a 'No Sleep Tonight' volt, mely 7 inches vinyl (bakelit), CD és MP3 formátumú kiadása 2009. augusztus 17-én vált elérhetővé. A 'Wall' című szám – kissé módosított változatban – rádióverzióként is kiadásra került, valamint a Norwich UEA koncert felvételeiből készült 'Zzzonked' videóklip is napvilágot látott.
Az albumból készült egy két-lemezes kiadás is 2010 januárjában. A frontember, Rou elmondása szerint: "Minden kislemezen a Hospital Records más-más zenészével dolgozunk együtt a drum and bass remixeken. Ugyanígy dolgozunk True Tiger-el, aki a dubstep remixeket készíti a kislemezekre". Habár később a Radio One műsorában elhangzott, hogy valójában csak a főbb kislemezekről készül remixelt változat.
Az új kislemez, a 'Thumper' 2010. január 19-én, a BBC Radio One műsorában debütált, akár csak a 'Tribalism', ami szintén itt hangzott el először, 2010. február 16-án. Ezeket a dalokat a Tribalism B-sides remixalbumon adták ki, ami 2010. február 22-én került a boltokba.
2009 márciusától a zenekar dobosa, Rob Rolf nem tudott a többiekkel utazni az Egyesült Államokba, mert a Visa letiltotta a zenész bank kártyáját, így felkérte a Fellsilent dobosát, Christopher Mansbridge-et, hogy helyettesítse az érintett koncerteken. Később Rob 2010. július 9-én közzé tett Twitter-én egy bejegyzést, miszerint már hozzáfér a bankszámlájához, így szeptember 30-án átjutott a vámon egy houstoni reptéren, így csatlakozhatott a zenekar októberi és novemberi turnéjához. Ezt egy Twitter bejegyzésében így kommentálta: "Amerika, visszatértem".
2010 márciusa és februárja során az Enter Shikari csatlakozott az ausztrál nyári fesztiválhoz, a Soundwave-hez olyan együttesek társaságában, mint az A Day to Remember és az Architects, akikkel Brisbane, Sydney, Melbourne, Adelaide és Perth városaiban koncerteztek. A zenekar Japánban folytatta a koncertsorozatot a A Day to Remember és az Escape the Fate zenekarokkal, illetve áprilisban és májusban az August Burns Red és a Silverstein együtteseket támogatta fellépéseiken.

### Live from Planet Earth(2010–2011)
2010. június 14-én, a zenekar bejelentette, hogy visszavonul a stúdióba, hogy felvegyék egyik új számukat, a 'Destabilise'-t, ami aztán 2010. október 26-án vált letölthetővé és került kiadásra limitált, színezett 7 inches vinylen, 2010. november 29-én.
2010 júniusa és júliusa között az együttes részt vett a Warped Tour-on az Amerikai Egyesült Államokban, de játszottak még többek közt a Redfest-en, és felléptek a The Progigy-val a Milton Keynes Bowl-on, majd exkluzív koncertet adtak a Camden-i Underworld-ben, amit filmre vettek és kiadtak elő koncert DVD formájában. Ez volt a Live from Planet Earth.
2010 augusztusában visszatértek Ausztrália-ba, ahol egy országos koncertsorozat keretein belül, telt házas közönség előtt játszottak Adelaide-ben, Sydney-ben és Melbourne-ben, valamint közel telt házas koncertet adtak Perth és Brisbane városában.
2010. október 2-án a zenekar saját, "Destabilise" című Észak-Amerikai koncertsorozatán lepett fel és játszott a Haste the Day, Sleeping With Sirens, MSWHITE és a LightsGoBlue zenekarok társaságában. Később, novemberben és decemberben az Into the Wild Tour-on a Thirty Seconds to Mars-al koncerteztek több, angliai sportarénában.
2010 végén a The Qemists brit drum & bass zenekar közreműködésével elkészítették, majd 2011. március 28-án kiadták a 'Take it Back' című számot, melyhez videóklip is készült.
2011. március 21-én megerősítették, hogy augusztus végén az együttes fellép a Reading és a Leeds fesztiválokon, valamint, hogy egy turnét is terveznek a kontinensen, mely szeptember 7-én, Kijevben, Ukrajnában kezdődik és Tilburgben, Hollandia-ban ér véget 2011. október 3-án. Újabb koncertsorozat került megerősítésre 2011. június 14-én, melynek keretein belül októberben az Enter Shikari a Your Demise és a Letlive zenekarokkal lépett fel Nagy-Britanniában és Írországban. A zenekar a már említett két fellépő társaságában tartott klubkoncertet az A38 koncerthajón, Budapesten, 2011. október 13-án, melyre minden jegy elkelt.
2011. július 11-én a zenekar kiadta harmadik koncertlemezét és első DVD-jét Live from Planet Earth címmel. A Live from Planet Earth készlete, több Enter Shikari készlettel együtt érintettek voltak a PIAS londoni elosztó raktárának tűzesete kapcsán, melyet a 2011-es angliai zavargások során tüntetők gyújtottak fel. Ennek bejelentése az együttes Facebook profilján történt, miután sok rajongó észlelte, hogy a tűzeset kihatással volt a zenekar saját kiadójára, az Ambush Reality-ra. Rou a Rocksound-nak adott interjújában megerősítette, hogy a készlet jelentős része megsemmisült a tűz során.

### A Flash Flood of Colour(2011–napjainkig)
2011 májusában a zenekar Bangkokba, Thaiföldre utazott, hogy felvegyék harmadik stúdióalbumukat. A munkálatok 2011. május 8-án vették kezdetüket és 2011. június 14-én fejeződtek be. 2011. május 19-én kiadtak egy kislemezt, 'Quelle Suprese' címmel. Eredetileg ez a szám lett volna az első kislemez a Flash Flood of Colour albumról, ellenben Roughton Reynolds később megerősítette, hogy -akár csak a 'Destabilise'- ez a szám is különálló kislemezként kerül majd kiadásra.
2011 júniusában az együttes aláírt az amerikai Hopeless Records-hoz és zsinórban másodszor vett részt a Vans Warped Tour-on.
2011. szeptember 8-án a zenekar bejelentette, hogy az első kislemez a még cím nélküli új stúdióalbumukról a "Sssnakepit" címet kapja. A szám, illetve a hozzá készült videóklip -mely a Dingwalls Club-ban, (Camden, London) lett felvéve- debütálása szeptember 20-ra lett bejelentve. Az új számról készült első koncertfelvételből, mely a zenekar Facebook oldalán jelent meg, a hallgató/nézőközönség ízelítőt kaphatott az új, drum & bass-es hangzásból, a cím pedig előrevetítette a politikai bírálatot tartalmazó témát. Az együttes európai turnéja során játszott egy másik, új számot is, az 'Arguing with Thermometers'-t, melyet első alkalommal szeptember 12-én, Varsóban, Lengyelországban adtak elő, és másnap Magyarországon, Budapesten, az A38 hajón készült róla első ízben videófelvétel, melyet az Ambush Reality átvett a magyar készítőtől, majd azt hivatalos YouTube csatornáján tette közzé.
A zenekar Szentpétervári koncertje során, szeptember 8-án a basszusgitáros Chris Batten bejelentette, hogy az új album 2012 januárjában fog megjelenni.
2011. szeptember 19-én a 'Sssnakepit' című számot egymás után kétszer is leadták Zane Lowe műsorában, ahol Zane az új szerzeményt a világ legdurvább számaként konferálta fel. A szám videóklipje a Stand Your Ground Media rendezésében ugyanezen a heten jelent meg. Miközben az Enter Shikari Zane műsorában adott ízelítőt az új albumról, bejelentették, hogy az 'Arguing with Thermometers' is helyet kap a lemezen.
2011 végen az együttes egy amerikai turnén, a "The Dead Throne Tour"-on vett részt olyan előadókkal, mint a The Devil Wears Prada, a Whitechapel és a For Today.
A UK Magazine Rock Sound kiszivárogtatta, hogy a zenekar harmadik stúdióalbuma a "A Flash Flood of Colour" cím alatt kerül a boltokba 2012. január 9-én, de az együttes a szállítással kapcsolatban felmerült problémákra hivatkozva egy héttel későbbre halasztotta az album debütálását. Szinten kiszivárgott, hogy a zenekar márciusban angliai turnét tervez.
2011. december 4-én a következő üzenet várta a látogatókat az Enter Shikari Facebook profilján: "ezt az újdonságot ez idáig titokban tartottuk ugyan, DE kit érdekel még egy kis ízelítő?? TEHÁT... ha holnap a falunkra szegezed tekinteted, eláruljuk a részleteket. ízelítő ízelítő." Következő nap a zenekar elérhetővé is tette a 'Ghandi, Mate Ghandi' című számot hivatalos YouTube csatornáján és az iTunes-on. Zane Lowe műsorában, a BBC Radio One-on szintén elhangzott az új dal.
2012. január 5-én megjelent az 'Arguing With Thermometers' stúdió verziója, a hozzá tartozó videóklip pedig 17-én került feltöltésre az együttes YouTube csatornájára. Néhány nappal a megjelenés előtt a zenekar megosztott egy pillanatképet a videóból, ahol Rou riporternek öltözve látható. A kép rögtön találgatásoknak adott alapot, hogy vajon melyik számhoz készült az új klip.
A zenekar az új albumot 2012. január 16-án jelentette meg, és 3 bemutató koncertet is tartott. Az elsőt a HMV számára Londonban, a Borderline-ban. Azok, akik a HMW-n keresztül előre megrendelték az albumot, automatikusan részt vettek egy sorsoláson, ahol jegyeket nyerhettek a bemutató koncertre (el is kelt minden jegy). A második koncert Kingston upon Thames-ben, a Hippodrome-ban volt a Banquet Records rendezésében, ahova szintén külön meghirdetett jegyekkel lehetett bejutni, amennyiben az album és a jegy együtt került megvásárlásra. Az utolsó koncertet Leeds-ben, West Yorkshire-ben tartotta a zenekar.
Az album debütálási hetének végén a A Flash Flood of Colour a Brit Album Ranglista 4. helyét érte el.

## Tagjai
- Roughton "Rou" Reynolds — ének, programozott zenei elemek, billentyűs hangszerek, szintetizátor, elektromos és akusztikus gitár
- Liam "Rory" Clewlow — elektromos gitár, háttérének
- Chris Batten — basszusgitár, háttérének
- Rob Rolfe — dob, ütőhangszerek, háttérének

## Diszkográfia
- Take to the Skies (2007)
- Common Dreads (2009)
- A Flash Flood of Colour (2012)
- The Mindsweep (2015)
- The Spark (2017)
- Nothing is true & Everything is possible (2020)
- A Kiss for the Whole World (2023)

## Elismerések és olvasói szavazások eredményei
| Év   | Díj                                              | Eredmény |
| ---- | ------------------------------------------------ | -------- |
| 2006 | Kerrang! Awards 2006: A legjobb brit felfedezett | Jelölve  |
| 2007 | NME: John Peel Díj a zenei innovációért          | Elnyerte |
| 2007 | Kerrang! Awards 2007: Spirit Of Independence     | Elnyerte |
| 2007 | Kerrang! Awards 2007: A legjobb élő előadó       | Elnyerte |
| 2007 | BT Digital Awards: Az év áttörő előadója         | Elnyerte |
| 2009 | Kerrang! Awards 2009: A legjobb élő előadó       | Jelölve  |
| 2010 | Kerrang! Awards 2010: A legjobb brit zenekar     | Jelölve  |

## Fordítás
- Ez a szócikk részben vagy egészben  az   Enter Shikari című angol Wikipédia-szócikk fordításán alapul.  Az eredeti cikk szerkesztőit annak laptörténete sorolja fel. Ez a jelzés csupán a megfogalmazás eredetét és a szerzői jogokat jelzi, nem szolgál a cikkben szereplő információk forrásmegjelöléseként.

## Külső hivatkozások
- Hivatalos weboldal
- Hivatalos Facebook profil
- A zenekar Myspace profilja